# Poppy (Satellit)

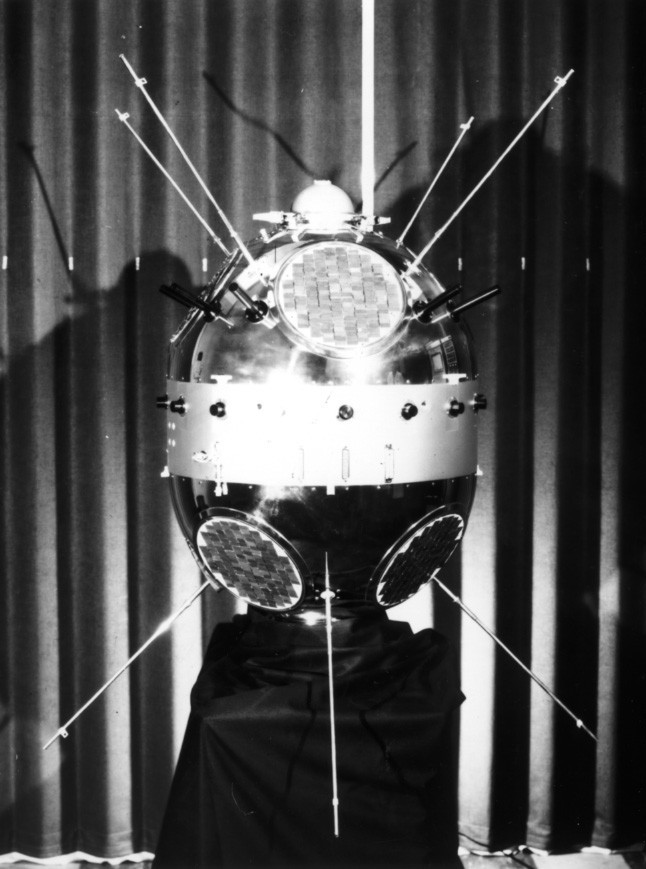
Ein Poppy-Satellit (sphärisches Design)

Poppy ist der Codename für eine Serie von US-amerikanischen Spionagesatelliten aus den 1960er und 70er Jahren. Sie dienten der Elektronischen Aufklärung von sowjetischen Radarsystemen und sind damit die Nachfolger der GRAB-Satelliten. Die Geheimhaltung wurde erst im Jahre 2005 durch das National Reconnaissance Office aufgehoben.

## Beschreibung

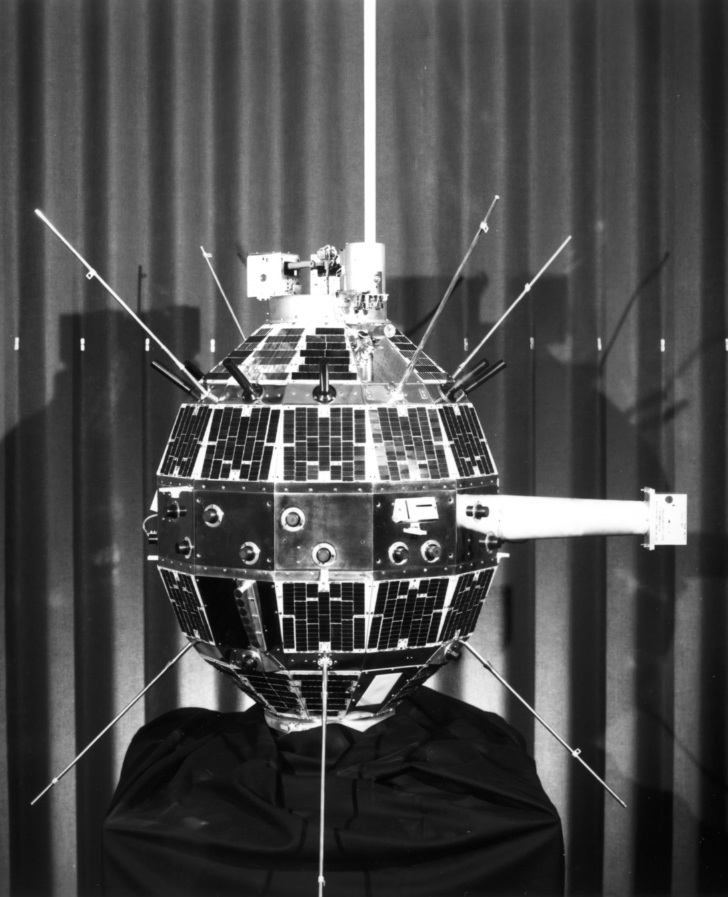
Ein Poppy-Satellit im 12-Seiten-Design

Die Poppy-Satelliten besaßen im Wesentlichen eine Kugelform und verfügten nicht über ein Lageregelungssystem. Deswegen wurden auf allen Seiten gleichmäßig verteilte Solarzellen und Antennen angebracht. Die Bestimmung von Radar-Positionen erfolgte durch die Messung der Laufzeitunterschiede beim Signalempfang. Während des Programms wurde insgesamt vier verschiedene Varianten entwickelt und gestartet:
- 51 × 61 cm, 25 kg, kugelförmig
- 61 × 81 cm, 59 kg, kugelförmig
- 89 × 81 cm, 73 kg, 12 plane Seiten
- 89 × 86 cm, 128 kg, 12 plane Seiten

Die durchschnittliche Lebensdauer eines Poppy-Satelliten betrug 34 Monate. In den verschiedenen Einrichtungen zum Datenempfang und -verarbeitung arbeitete Personal der Naval Security Group, Army Security Agency und des Air Force Security Service. Das vorbereitete Material wurde dann anschließend an die National Security Agency übermittelt.

## Startliste

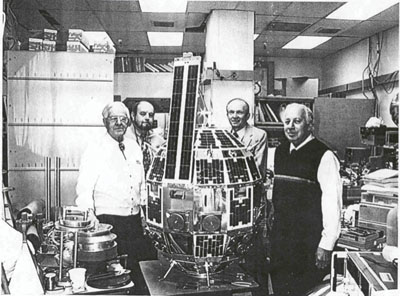
Ein Satellit im Labor

| Name    | Startdatum (UTC)          | Startplatz | Internationale Bezeichnung                                     | Alternative Bezeichnung           | Trägerrakete                            |
| ------- | ------------------------- | ---------- | -------------------------------------------------------------- | --------------------------------- | --------------------------------------- |
| Poppy 1 | 13. Dezember 1962, 04:07  | VAFB       | 1962-067A oder 1962-BETA-TAU-1, 1962-067C oder 1962-BETA-TAU-3 | NRL-PL 120, NRL PL 121, SURCAL 2A | Thor-Agena-D                            |
| Poppy 2 | 15. Juni 1963, 14:29      | VAFB       | 1963-021E                                                      | NRL PL 112                        | Thor-Agena-D                            |
| Poppy 3 | 11. Januar 1964           | VAFB       | 1964-001E                                                      | NRL PL 135                        | TAT-Agena-D (TAT=Thrust Augumated Thor) |
| Poppy 4 | 9. März 1965, 18:29       | VAFB       | 1965-016A                                                      | NRL PL 142, Solrad 6B             | Thor-Agena-D                            |
| Poppy 5 | 31. Mai 1967              | VAFB       | 1967-053G, 1967-053H                                           | NRL PL 151, NRL PL 153            | Thor-Agena-D                            |
| Poppy 6 | 30. September 1969, 13:40 | VAFB       | 1969-082D, 1969-082E, 1969-082F, 1969-082G (OPS 7613)          | NRL PL 162, 163, 161, 164         | Thorad-Agena                            |
| Poppy 7 | 14. Dezember 1971, 12:13  | VAFB       | 1971-110A, 1971-110C, 1971-110D, 1979-110E (OPS 7898)          | NRL PL 171, 172, 173, 174         | Thorad-Agena                            |